# Папа в командировке
«Папа в командировке» (сербохорв. Otac na službenom putu) — художественный фильм югославского режиссёра Эмира Кустурицы, снятый по сценарию Абдулы Сидрана, с которым режиссёр в 1981 году создал свой первый полнометражный фильм «Помнишь ли ты Долли Белл?». Действие второго полнометражного фильма Кустурицы показано через восприятие мальчика, чья судьба оказалась связана с событиями обострившегося в конце 1940-х годов советско-югославского противостояния и последовавших репрессий в отношении лиц, которые поддерживали политику Сталина и СССР.
Боснийские власти оказывали противодействие съёмкам фильма на столь болезненную тему. Сценарий несколько раз рассматривался на художественном совете киностудии, где звучали упрёки в недостаточной политической сознательности и непонимании политической важности процессов, происходивших в Югославии в 1940-е—1950-е годы. В итоге фильм был снят только в 1985 году и представлен на 38-м Каннском кинофестивале, где был удостоен главного приза — «Золотой пальмовой ветви», а также приза ФИПРЕССИ. Также картина номинировалась на кинопремии «Оскар» и «Золотой глобус».

## Сюжет
В фильме с иронией и злым юмором рассказывается о жизни в конце 1940-х — начале 1950-х годов в Югославии. Фильм развивается на фоне советско-югославского противостояния и репрессий в отношении тех югославских коммунистов, которые поддерживали политику Сталина и СССР. Повествование ведётся от лица Малика, впечатлительного и чуткого мальчика шести лет. Малик живёт в Сараеве и подвержен приступам лунатизма. Меши, отца Малика, почти никогда нет дома, что он объясняет своими командировками. Мама мальчика чувствует, что муж ей изменяет, и глубоко переживает по этому поводу. Меша обещает лётчице Анкице — одной из своих любовниц — развестись с женой, но под различными предлогами не выполняет своих обещаний. В конечном итоге Анкица доносит на него властям за политический комментарий про югославскую карикатуру на Сталина, парадный портрет которого висит в рабочем кабинете Карла Маркса. За это сразу же после обряда обрезания сыновей Меши Мирзы и Малика его арестовывают и направляют на исправительные работы. Непосредственное участие в аресте принимает Зийо — брат жены Меши и сотрудника Государственной службы безопасности Югославии (UDBA).
Продолжительное время в семье ничего не знают о дальнейшей судьбе Меши. Но позже семья воссоединяется в городе Зворник на реке Дрине, где отец Малика работает на электростанции, куда был переведён после тяжёлой работы на шахте. Малик становится лучшим учеником школы и влюбляется в свою сверстницу, но та скоропостижно умирает от заболевания крови. В семье Малика тоже не всё ладно — любовные похождения Меши в очередной раз ставят единство семьи под угрозу. Анкица выходит замуж за Зийо, но возобновляет отношения с Мешей. Потом она пытается покончить жизнь самоубийством, а Зийо уходит в запой. Дед Малика в день свадьбы брата матери мальчика, окончательно решает переселиться в дом престарелых, разочаровавшись и устав от распрей, разделяющих его семью и страну.

## Создатели фильма
Актёрский состав:
| Морено де Бартолли | Малик        |
| Мики Манойлович    | Меша Малькой |
| Мирьяна Каранович  | Сена         |
| Мустафа Надаревич  | Зийо         |
| Павле Вуйсич       | Музафер      |
| Мира Фурлан        | Анкица       |
| Давор Дуймович     | Мирза        |

Съёмочная группа:
| Роль       | Имя              |
| ---------- | ---------------- |
| продюсер   | Мирза Пасич      |
| режиссёр   | Эмир Кустурица   |
| сценарист  | Абдула Сидран    |
| оператор   | Вилко Филач      |
| композитор | Зоран Симьянович |

## История создания

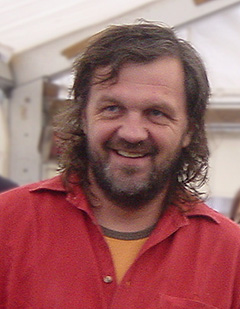
Эмир Кустурица

После окончания школы Эмир Кустурица уехал из родного боснийского Сараево получать кинематографическое образование на факультете кино и телевидения престижной Академии исполнительских искусств в чехословацкой Праге, где жила сестра отца. Выпускниками факультета в разное время были такие известные режиссёры как Милош Форман, Иржи Менцель и Горан Паскалевич. Ещё во время учёбы в Праге он снял свои первые короткометражные ленты, а в 1978 году снял свой дипломный фильм — «Герника», завоевавший главный приз на фестивале студенческого кино в Карловых Варах. Вернувшись в Сараево, режиссёр работал на местном телевидении, где создал несколько фильмов и короткометражных работ.
В 1981 году состоялся полнометражный дебют Кустурицы с фильмом «Помнишь ли ты Долли Белл?», повествующий о детстве и взрослении сараевского подростка 1960-х годов. Эта картина принесла Кустурице первый крупный успех — приз за лучший дебютный фильм и приз ФИПРЕССИ на 38-м международном кинофестивале в Венеции (1981). По словам режиссёра, съёмки фильма «Помнишь ли ты Долли Белл?» состоялись благодаря тому, что он посмотрел «Амаркорд» Федерико Феллини и познакомился с Абдулой Сидраном, по роману и сценарию которого будет поставлен фильм «Папа в командировке». К съёмкам второй полнометражной работы он смог приступить только через четыре года после его предыдущей картины.

Абдула Сидран

Сценарий фильма был создан всего за неделю, в тех промежутках времени, когда Сидран был трезв. В это время режиссёр и сценарист проживали в отеле «Империал» в Дубровнике. По словам режиссёра, во время создания сценария они находились как будто в «укреплённом лагере», и их занимало только одно: «как можно скорее завершить сценарий об этом критическом периоде 1948 года». Общую идею фильма режиссёр выразил следующим образом: «Речь шла о том, как отец Меша Золь, став жертвой любовной махинации, был уничтожен политически и как судьба этого политзаключённого повлияла на становление его сына Малика».
Фильм задумывался и был снят в поэтическом стиле, а происходящее представлено на экране глазами маленького мальчика, повествуя о ключевых исторических переменах в Югославии. При этом он касался также истории невинной жертвы концлагеря «Голи-Оток», расположенного на одноимённом хорватском острове в Адриатическом море.
Картина была посвящёна послевоенным годам в Югославии, социальной и политической обстановке сложившейся в стране. Действие развивается на фоне обострившегося в конце 1940-х годов советско-югославского противостояния после неприятия Резолюции Информбюро со стороны Коммунистической партии Югославии в 1948 году и последовавших репрессий в отношении тех югославских коммунистов, которые поддерживали политику Сталина и СССР. Несмотря на то, что Кустурица непосредственно не застал те тяжёлые времена, он много слышал о преследовании инакомыслящих со стороны тоталитарного режима. Прежде всего про эти события ему было известно от своего отца — Мурата Кустурицы, который был членом Коммунистической партии и работал в Министерстве информации Боснии и Герцеговины. Туда он был переведён из Белграда за свои оппозиционные взгляды в отношении политики Иосипа Броза Тито. Позже с должности заведующего канцелярии он был понижен до помощника секретаря.

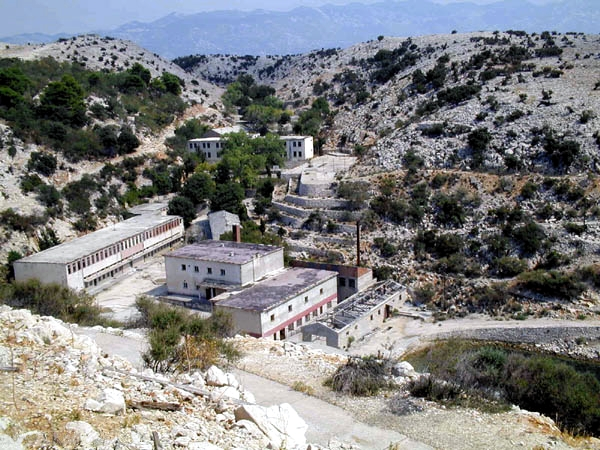
Часть комплекса концлагеря Голи-Оток

По воспоминаниям Кустурицы, его отец называл югославского лидера австро-венгерским проходимцем и диктатором. Такое отношение к Тито прежде всего было вызвано тем, что большинство друзей Мурата, его бывших боевых товарищей по партизанской войне, были репрессированы и оказались в концлагере «Голи-Оток», в связи с обвинениями в русофильстве и симпатиях к СССР:
— В этом он весь, — рассказывал отец. — Отправлял невиновных в «Голи-Оток», чтобы смыть с себя позор. Сначала он сам научил их любить Сталина и Россию, а потом сослал в концлагерь, чтобы отучить от этой любви. Он знал, что это наилучший метод перевоспитания, поскольку перенял его у самого Сталина.
Режиссёр в детстве также слушал рассказы друзей отца, которые приходили в их дом, и по словам Кустурицы, сыграли важную роль в его становлении и формировании политических взглядов. По поводу трудовой повинности за инакомыслие, что нашло отражение в судьбе отца главного героя фильма, отец Кустурицы говорил: «Хуже этих исправительных работ в новейшей истории ничего не было».
Создатели фильма в качестве одной из сюжетных основ решили использовать политическую карикатуру «Из одного русского альбома» Зуко Джумхура (сербохорв. Zuko Džumhur) опубликованную в издании «Книжевне новине» 14 февраля 1950 года. Она считается самой известной югославской карикатурой и после своего появления была перепечатана в около семидесяти печатных изданиях по всему миру.
В связи с такой табуированной в Югославии темой, после создания сценария режиссёр на протяжении нескольких лет не мог приступить к съёмкам. Вопрос целесообразности создания фильма рассматривался несколько раз на заседаниях художественного совета «Сутьеска-фильм» (сербохорв. Sutjeska Film), так как в то время разрешение на съёмку в обязательном порядке утверждалось этим органом. Так, на заседании совета проведённого 1 февраля 1983 года в его штаб-квартире в Ягомире, по поводу первого варианта сценария прозвучали упрёки в политической слепоте, слабом отражении всей сложности драматичной эпохи и значении антисоветских гонений в истории Югославии. Чедо Кисич, один из членов совета, заявил: «Местами сценарий подпорчен провинциальностью и примитивизмом, которые следует убрать. Мне также кажется, что психологический портрет ребёнка чересчур надуман. Не знаю, отражает ли этот фильм в полной мере определённую идеологическую позицию». В связи с тем, что перед этим в сценарий были внесены некоторые изменения, было решено рассмотреть его на следующем заседании, которое прошло 28 февраля 1983 года.
На этом заседании также прозвучали обвинения в непонимании и не верном отражении сложности эпохи, а Кисич выразил мнение, что создаётся впечатление, что это скорее фильм о сталинизме, а не об антисталинизме: «Это ощущение присутствует на протяжении всего фильма, тогда как наша страна нуждается в очень сильном антисталинистском фильме». В ответ Кустурица заявил, что фильм не имеет прямой привязки к событиям 1948 года, он связан с 1950-ми годами и посвящён политическим разногласиям, которые могли произойти в любое время, не относясь к какой-либо определённой эпохе, так как прежде всего отражает психологическое состояние героев. По поводу сталинской темы режиссёр подчеркнул, что антисталинизм присутствует в сценарии, так как в нём выражен протест против этого явления «как всеобщей человеческой несправедливости». В итоге худсовет принял решение предоставить время для переработки сценария с целью избавить его от «многочисленных двусмысленных размышлений, которые придают ему негативный характер», а также передать на рассмотрение «выдающихся представителей культуры нашей республики».
В связи с «политической блокадой» фильма, Кустурица подумывал переехать жить и работать в более либеральный Белград, или даже перебраться на Запад. В аэропорту Сараево режиссёр, при содействии своего друга, повстречался с актрисой Мирой Ступицей, которая была женой экс-председателя Президиума СФРЮ Цвиетина Миятовича. До этого они не были лично знакомы, но в сентябре 1981 года она сумела повлиять на решение своего мужа о разрешении Кустурице поехать в Венецию за получением присуждённого ему приза «Золотой лев», несмотря на службу режиссёра в армии. Они нашли общий язык, и Мира пригласила его посетить свою семью осенью в Трпани, чтобы лично рассказать её мужу о препятствиях в создании фильма. Запланированная встреча прошла в середине сентября 1983 года, на которой на вопрос экс-президента чему посвящён будущий фильм Кустурица ответил, что это фактически продолжение «Помнишь ли Долли Белл?», но с возвращением в прошлое. Это «история мальчика, который растёт со своей матерью и её братом, после того как отца арестовывают и отправляют в „Голи-Оток“ за историю с флиртом, в которой он не так уж и невиноват». Также, по словам режиссёра, лента не будет прямо затрагивать тему печально известного концлагеря, но он хочет показать как эти исторические события отражаются на главном герое — мальчике Малике: «Это мелодрама, которая выводит на сцену тех, кто обычно живёт на заднем плане». Несмотря на высокое заступничество со стороны Миятовича, режиссёр сумел снять фильм только через два года после встречи с ним.
В фильме Кустурица впервые снял Предрага Манойловича, Мирьяну Каранович и Давора Дуймовича, которые впоследствии появились ещё в нескольких лентах режиссёра.

## Приём

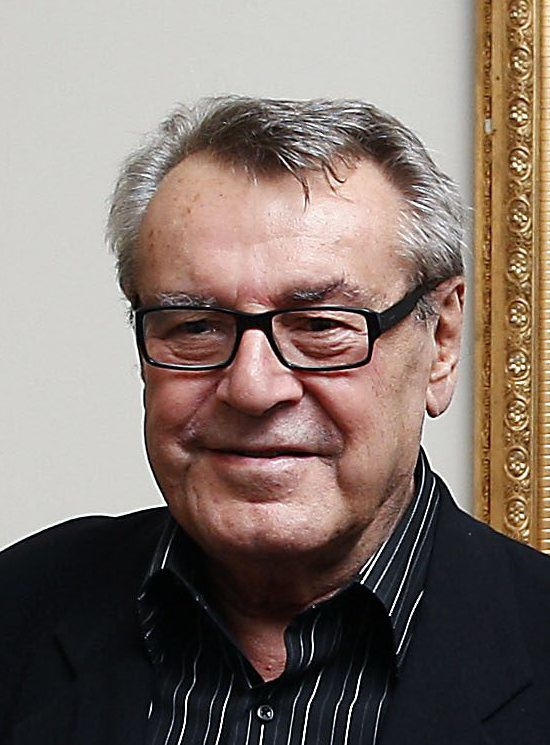
Милош Форман

«Папа в командировке» вышел на экраны Югославии в начале 1985 года, а после успеха у международной критики он попал и в зарубежный прокат. Фильм принёс как Кустурице, так и югославскому кинематографу первую «Золотую пальмовую ветвь» (одну из двух для режиссёра), а также приз ФИПРЕССИ на 38-м Каннском кинофестивале, проходившем с 8 по 20 мая 1985 года. Картина была удостоена номинации на «Оскар» и «Золотой глобус». Чешский и американский режиссёр Милош Форман, возглавлявший жюри Каннского кинофестиваля, единогласно проголосовавшее за картину, назвал Кустурицу главной надеждой европейского и мирового кино.
Однако на церемонии вручения приза Кустурица лично не присутствовал, так как, когда в кулуарах фестиваля уже было известно о его вероятной победе, он вернулся в Сараево за три дня до окончания каннского кинофорума. Премию за него из рук английского актёра Стюарта Грейнджера получил Мирза Пасич — директор студии «Форум-фильм Сараево» на базе которой снимался фильм. На вопрос почему он не присутствовал на вручении призов в Каннах Кустурица ответил, что вернулся в Сараево, так как ему необходимо было помочь укладывать паркет в квартире его друга Младена Материна. Предполагается, что на самом деле, это было вызвано политическими разногласиями с властями боснийской республики. Сам режиссёр объяснял произошедшее следующим образом:
«Папа в командировке» с успехом прошёл по всему миру. Кладка паркета в квартире моего друга Младена, в качестве объяснения моего отсутствия на вручении «Золотой пальмовой ветви», была предлогом, позволившим мне избежать комментариев по поводу моих плохих отношений с боснийскими властями. За три дня до окончания фестиваля, когда даже портье роскошного отеля в Канне знали, что победит «Папа…», я вернулся домой, и никто не попытался меня удержать.

## Критика
Французский киновед Жак Лурсель назвал международное признание фильма «прорывом», а также «кульминацией» периода обновления югославского кинематографа 1970-х—1980-х годов. Тот же автор отмечал в этом фильме удивительную зрелость 31-го летнего режиссёра, который сумел запечатлеть на экране в «неизменно разнообразном, привлекательном и зрелищном повествовании» различные психологические состояния своих героев и показать яркую картину жизни югославского общества. «Семейная хроника, подведение итогов общества в определённый момент его истории, описание вечного детства — всё это есть в этом фильме, в круговороте событий, ситуаций и персонажей». Несмотря на то, что ленты Кустурицы часто представляют собой «пышные полотна», что Лурсель объяснял влиянием его образования полученного в Академии исполнительских искусств в Праге, столь характерного для представителей этой школы. Однако югославского режиссёра «чудесным образом» миновала болезнь, а именно «интеллектуализм и формализм, сжирающие изнутри большинство фильмов амбициозных кинематографистов его поколения во многих европейских странах». По поводу присуждения фильму в 1985 году главного приза Каннского кинофестиваля Лурсель заметил, что в кои-то веки жюри смогло сделать полезное дело, что несомненно помогло картине пробиться на экраны и завоевать заслуженное признание, на которое другим путём вряд ли можно было рассчитывать.
Российский критик и киновед Андрей Плахов в статье «Миф об Эмире» утверждал, что «миф» о режиссёре возник именно благодаря фильму «Папа в командировке», и его награждению «Золотой пальмовой ветвью», когда глава жюри фестиваля Милош Форман провозгласил молодого югославского режиссёра новой надеждой европейского кинематографа. По мнению критика, «мифологизации» Кустурицы также поспособствовали «типовые поносные статейки» опубликованные в советской прессе. В одной из них утверждалось, «что в Каннах награждён фильм духовно антисоветский, переполненный сексом и насилием, что, в сущности, было правдой». Некоторые критики, как и первую полнометражную ленту Кустурицы «Помнишь ли ты Долли Белл?», восприняли в идеологическом ключе, усмотрев в ней антисоциалистические мотивы, а некоторые — сталинистские.
По мнению кинокритика Михаила Трофименкова, видимо, на выбор Формана повлиял показ балканской провинции под гнётом «вполне нелепого тоталитаризма, смягчённого пряностью и непосредственностью нравов». «Это был традиционный реализм, приподнятый на котурны „большого стиля“ и сдобренный фантазийным элементом лишь самую малость». Киновед Алексей Дунаевский оценил победу фильма Кустурицы в Каннах как одну из самых бесспорных в истории фестиваля, и это несмотря на очень представительную программу 1985 года. Режиссёр убедительно показал в своей картине, что никакая идеология не может сопротивляться фундаментальным общечеловеческим ценностям. Кроме того, «ироничная лирическая хроника провинциальной жизни» в лучшую сторону отличалась от многих «острокритических» картин того времени стран соцлагеря.
Японский кинорежиссёр Акира Куросава назвал работу Кустурицы в числе ста своих самых любимых фильмов. Джанет Маслин из New-York Times выделял фильм за «юмористические, подробно детализированные портреты». Критик Time Ричард Корлисс сказал, что фильм стоит посмотреть за его непритязательность и самобытность (отсутствие гламурных звёзд, ошеломляющих пейзажей, дорогого оборудования). В 2016 году издание The Hollywood Reporter поместило «Папу в командировке» на 26-е место среди лучших фильмов, получивших Золотую пальмовую ветвь, отметив при этом, что «юмор и почти мистическая сила семьи превосходят всё». 28 декабря 2016 года Югославская синематека (Југословенска кинотека) включила работу Кустурицы в список Сто сербских художественных фильмов (1911—1999).

## Награды и номинации
- 1985 — «Золотая пальмовая ветвь» Каннского кинофестиваля[17]
- 1985 — приз ФИПРЕССИ на Каннском кинофестивале[17]
- 1986 — номинация на премию «Золотой глобус»[29]
- 1986 — номинация на «Оскар» в номинации «Лучший фильм на иностранном языке»[30]